# Constant Taber
Constant Taber (* 1743; †  20. Dezember 1826) war ein US-amerikanischer Politiker. In den Jahren 1807 und 1808 war er Vizegouverneur des Bundesstaates Rhode Island.

## Werdegang
Constant Taber wuchs noch während der britischen Kolonialzeit auf. Außerdem muss er Jura studiert haben, weil er später als Richter tätig war. Zwischen 1778 und 1786 war er beim Connecticut Court of Common Pleas angestellt (clerk of Ct. of Common Pleas). Ab 1791 war er dort Richter. Zwischen 1793 und 1801 war er als Chief Justice Vorsitzender Richter dieses Gerichts. Anschließend war er ab 1801 Marinebeauftragter (Navy Agent) der Bundesregierung unter Präsident Thomas Jefferson. Er zog nach Newport in Rhode Island und  wandte sich der Politik zu. Zwischen 1802 und 1805 war Taber Mitglied und Präsident des Staatsrepräsentantenhauses. Bei den Präsidentschaftswahlen des Jahres 1804 war er einer der vier Wahlmänner aus Rhode Island. Da dieser Staat an den bundesweit unterlegenen Kandidaten Charles Cotesworth Pinckney fiel,  kann man schließen, dass Taber Mitglied oder Anhänger von dessen Föderalistischer Partei war. In den Jahren 1807 und 1808 war er an der Seite von James Fenner Vizegouverneur von Rhode Island. Dabei fungierte er als Stellvertreter des Gouverneurs und Vorsitzender des Staatssenats. Zwischen 1808 und 1811 war er als General Treasurer Finanzminister von Rhode Island.  Dann war er Präsident der Newport Bank. Er starb am 20. Dezember 1826.